# Tim Carter (futbolista)
Timothy Douglas Carter (Bristol, 5 de octubre de 1967 – Stretford, 19 de junio de 2008) fue un futbolista británico, que jugó como portero. Fue el entrenador de porteros hasta el momento de su muerte.
Durante su carrera, Carter jugó en equipos como el Bristol Rovers, el Newport County, Sunderland, el Carlisle United, el Birmingham City, el Hartlepool United, el Millwall, el Blackpool, el Oxford United y el Halifax Town. También tuvo tres apariciones en la Selección sub-17 de Inglaterra. Como entrenador de porteros, formaba parte del staff técnico del selección estonia.
Mientras estaba en el Sunderland, era el segundo portero por detrás de Tony Norman de 1987 a 1993, con el que ganó el ascenso a First Division (hoy Premier League) y también la final de la FA Cup.

El cuerpo de Carter fue encontrado por un transeúnte entre unos arbustos en Stretford, en circunstancias compatibles con un ahorcamiento. La investigación arrojó un veredicto de suicidio.

## Clubes
| Club                    | País       | Año       | Partidos |
| ----------------------- | ---------- | --------- | -------- |
| Bristol Rovers          | Inglaterra | 1985–1987 | 47       |
| Newport County(cesión)  | Inglaterra | 1987      | 1        |
| Sunderland              | Inglaterra | 1987–1993 | 37       |
| Carlisle United(cesión) | Inglaterra | 1988      | 4        |
| Bristol City(cesión)    | Inglaterra | 1988      | 3        |
| Birmingham City(cesión) | Inglaterra | 1991      | 2        |
| Hartlepool United       | Inglaterra | 1993–1994 | 18       |
| Millwall                | Inglaterra | 1994–1995 | 4        |
| Blackpool               | Inglaterra | 1995      | 0        |
| Oxford United           | Inglaterra | 1995      | 12       |
| Millwall                | Inglaterra | 1995–1998 | 62       |
| Halifax Town            | Inglaterra | 1998–1999 | 10       |